# Friedrich von Wintzingerode
Freiherr Friedrich Gerhard Levin von Wintzingerode (* 25. August 1799 in Hanau; † 28. September 1870 in Bonn) war ein deutscher Verwaltungsjurist und Abgeordneter im Herzogtum Nassau, das nach dem Deutschen Krieg vom Königreich Preußen annektiert wurde. 

## Herkunft
Seine Familie stammte aus dem heute thüringischen Eichsfeld. Er war der älteste Sohn des hessen-kasselschen Kammerrates Levin von Wintzingerode (1768–1813) und der Amalie Luise von Motz (1776–1840). Seine Brüder war der spätere Generalmajor Adolph von Wintzingerode (1801–1874), der Regierungspräsident Heinrich Freiherr von Wintzingerode (1806–1864) und Philipp von Wintzingerode (1812–1871). Sein Vater war Gutsherr in Oberurff im heutigen Schwalm-Eder-Kreis.

## Leben
Von 1843 bis 1847 saß Friedrich von Wintzingerode als Vertreter von Johann Moritz (Nassau-Siegen) in der ersten Kammer der Landstände des Herzogtums Nassau. Als Gesandter vertrat er das Herzogtum Nassau und das Herzogtum Braunschweig beim Bundestag (Deutscher Bund) in Frankfurt am Main. Von 1849 bis 1851 war er nassauischer Ministerpräsident. Als eher liberaler Vertreter des monarchischen Konservatismus geriet Wintzingerode in der beginnenden Reaktionsära in Konflikt mit Herzog Adolph (Luxemburg), der sämtliche demokratischen Errungenschaften der Märzrevolution zurücknehmen wollte. Ende 1851 trat Wintzingerode schließlich zurück. Sein Nachfolger wurde der reaktionäre Prinz August Ludwig zu Sayn-Wittgenstein-Berleburg. Wintzingerode blieb zunächst in Nassau politisch aktiv und war unter anderem gewähltes Mitglied der Landstände sowie Oberkammerherr des Herzogs. 1866 wurde er preußischer Regierungspräsident im Regierungsbezirk Potsdam. Ferner war er Großkreuz des Ordens Adolphs von Nassau und Ehrenritter des Johanniterordens.

## Ehe
Am 22. September 1827 heiratete er Luise Caroline Marschall von Bieberstein (1805–1884). Als Marburger Burschenschafter schloss er sich 1818/19 der Urburschenschaft in Jena an.